# Cellosymfonie (Britten)
De Symfonie voor cello en orkest ofwel de Cellosymfonie, opus nummer 68 werd in 1963 geschreven door de Britse componist Benjamin Britten.
Hij droeg het werk op aan Mstislav Rostropovitsj, die het werk op 12 maart 1964 in Moskou zijn première gaf samen met het Moskou Philharmonisch Orkest. De titel van het werk wil aangeven dat het werk meer dan het traditionele concert in balans is wat betreft de verdeling van de partijen tussen de solist en het orkest. Het stuk heeft de vierdelige structuur die typerend is voor een symfonie; de twee laatste delen echter zijn met elkaar verbonden door een cello-cadenza:
- Allegro maestoso
- Presto inquieto
- Adagio - cadenza ad libitum
- Passacaglia: Andante allegro

Prokofjev schreef het Sinfonia Concertante, terwijl Zwilich een cellosymfonie schreef, waarin de cello de boventoon voert.